# Alessandro IV di Macedonia
Alessandro IV di Macedonia (323 a.C. – 311 a.C.) è stato un sovrano macedone antico, unico figlio di Alessandro Magno e di Rossane, principessa battriana e prima moglie del celebre condottiero.

## Biografia

### Nascita
Quando Alessandro Magno morì Rossane era ancora incinta e, dal momento che non si conosceva il sesso del bambino, nell'esercito crebbe un grande dissenso relativamente alla successione. La fanteria sosteneva lo zio del bambino, Filippo III, malato di mente, mentre Perdicca, comandante della cavalleria, preferiva aspettare nella speranza che il bambino fosse un maschio. Si giunse a un compromesso, per cui Perdicca avrebbe governato l'impero come reggente, mentre Filippo avrebbe regnato formalmente, ma senza alcun potere di fatto. Se il bambino fosse stato maschio, allora sarebbe diventato a tutti gli effetti re.

### Reggenza
Dopo un periodo difficile, un fallimento militare in Egitto e l'ammutinamento dell'esercito, Perdicca fu assassinato dai suoi ufficiali nel maggio o giugno del 321 o 320 a.C. (questa incertezza è dovuta a una distrazione di Diodoro Siculo) e venne eletto come reggente Antipatro. Portò con sé Rossane e i due re di Macedonia e rinunciò al governo dell'impero di Alessandro, lasciando le province di Egitto e Asia in mano ai diadochi. Quando Antipatro morì nel 319 a.C. affidò il suo compito a Poliperconte, un generale macedone che aveva combattuto sotto Filippo II e Alessandro Magno.

### Guerra civile
Cassandro, il figlio di Antipatro, quando venne privato del potere dal padre si alleò con Tolomeo I, Antigono ed Euridice, l'ambiziosa moglie del re Filippo III, e dichiarò guerra a Poliperconte, che a sua volta si alleò con Eumene e Olimpiade.
Anche se il reggente ebbe successo in un primo momento, prendendo il controllo delle città greche, la sua flotta fu distrutta da Antigono nel 318 a.C. Quando, dopo la battaglia, Cassandro assunse il pieno controllo della Macedonia, Poliperconte fu costretto a fuggire in Epiro, seguito da Rossane e il giovane Alessandro. Pochi mesi dopo Olimpiade riuscì a convincere il suo parente Eacide a invadere la Macedonia con Poliperconte. Quando Olimpiade scese in campo, l'esercito di Euridice si rifiutò di combattere contro la madre di Alessandro e disertò passando dalla parte di Olimpiade; dopodiché Poliperconte ed Eacide riconquistarono la Macedonia. Filippo ed Euridice furono catturati e giustiziati il 25 dicembre del 317 a.C., lasciando Alessandro IV re e Olimpiade sua reggente.

### Morte
I sostenitori della dinastia Argeade, allora, cominciarono ad affermare che Alessandro IV avrebbe dovuto esercitare subito il pieno potere e che un reggente non era più necessario. Cassandro, per risposta, fece assassinare segretamente da Glaucia il dodicenne e sua madre, che morirono avvelenati. Si ritiene che la sua tomba sia uno dei sepolcri reali scoperti dall'archeologo Manolis Andronikos nel cosiddetto "Grande Tumulo" di Verghina nell'agosto del 1977.
Nel mese di ottobre 2012 gli archeologi della 28ª Soprintendenza alle Antichità hanno scoperto una tomba nella città di Amfipoli, vicino a Serres, nel nord della Grecia, che secondo loro potrebbe appartenere alla moglie e al figlio di Alessandro Magno, Rossane e Alessandro IV. La zona, circolare, misura 3 metri di altezza e ha una circonferenza di circa 500 metri, e vi si trovano quattro scheletri non compatibili col giovane re, e i resti di una persona cremata. Tuttavia è troppo presto per affermare con certezza l'entità della scoperta. Molti pensano invece che la tomba di Anfipoli, forse preparata per Alessandro Magno sia in realtà un memoriale del suo grande amico Efestione, ma che tra le persone sepolte non vi siano Alessandro IV e la madre, ma la nonna Olimpiade d'Epiro, mentre il sovrano si troverebbe nella collocazione tradizionalmemte identificata, il "tumulo del principe" a Verghina.